# Yuji Itadori
Yuji Itadori (虎杖悠仁, Itadori Yūji) é um personagem fictício e o protagonista da série de anime e mangá Jujutsu Kaisen criado por Gege Akutami. Yuji é um feiticeiro do primeiro ano, que entrou no mundo da bruxaria depois de comer um dos vinte dedos pertencentes a Ryomen Sukuna, um poderoso espírito amaldiçoado, um ser manifestado a partir da energia amaldiçoada das emoções negativas que fluem nos humanos. Com seus colegas Megumi Fushiguro e Nobara Kugisaki, Yuji exorciza maldições enquanto tenta honrar o legado de seu avô e salvar outros incondicionalmente para que quando for executado após comer os vinte dedos, ele não morra simplesmente.
Ao longo da série, a destreza sobre-humana e as excepcionais técnicas amaldiçoadas de Yuji se desenvolvem à medida que ele enfrenta várias maldições e o recuo emocional de suas ações. Apesar de ter praticado o uso de energia amaldiçoada por alguns meses, Yuji é tremendamente poderoso mesmo sem ter se tornado o hospedeiro de Sukuna. Yuji é um grande crente em levar "o valor da vida" para um passeio e trabalha para garantir que todos que encontra, por mais profunda que seja sua conexão com eles, sejam tratados da mesma forma que ele pode tratá-los.
Na adaptação anime do mangá, Yuji é dublado por Junya Enoki em japonês e Yuri Tupper em português. O personagem tem sido recebido positivamente pelos críticos, com muitos elogiando seu desenvolvimento e chamando-o de uma versão única de um protagonista de shōnen.

## Criação e concepção
A aparência de Yuji em um capuz foi, aos olhos de Akutami, para simbolizar sua hesitação e indecisão. Segundo o Akutami, o fim do arco de caráter de Yuji foi planejado com antecedência e está programado para ser concluído nos próximos dois anos, embora o fim de Sukuna esteja em andamento. Também desmentiu as teorias populares dos fãs de que a mãe de Yuji era Yuki Tsukumo.
Yuji tem sido descrito como "ingênuo, pensativo e amável, tudo isso enquanto possuído por um antigo demônio". A visceralidade de seu caráter misturado com seus traços alegres contrasta em todo o seu arco. Como Akutami nunca pretendeu que sua série fosse seriada, o protagonista principal de Jujutsu Kaisen 0, Yuta Okkotsu, foi originalmente destinado a ser o protagonista principal da franquia. As semelhanças entre os dois personagens incluem sua introdução ao mundo do jujutsu, tragédia, ingenuidade e ter enfrentado a morte. Apesar de suas semelhanças, os dois se diferenciaram visivelmente, dada a forma como "se comportam de maneira muito diferente.... O Itadori é extrovertido, enquanto o Yuta é mais reservado". Yuji está disposto a arriscar sua vida por seus amigos e sua natureza atenciosa se esforça para ter sucesso da melhor maneira possível para que ninguém mais possa morrer. Durante o arco da história "Yuji Itadori vs. Mahito", após perder seu amigo Junpei para a maldita técnica de Mahito, Yuji promete que nunca mais perderá. Isto é mencionado em arcos posteriores, especialmente no arco do "Incidente Shibuya", quando muitos de seus amigos e companheiros morrem ao seu redor enquanto se sente culpado por causar sua morte, pois os espíritos malditos estavam especificamente atrás dele e de Sukuna. Em um momento no início da história em que ele aparentemente morre após ter seu coração removido, Yuji está grato por ter ajudado seus amigos, apesar do pouco tempo que ele teve que compartilhar com eles. Outro momento da sinceridade de Yuji no mangá chega quando ele conhece Yuko Ozawa, uma antiga colega de classe com excesso de peso que queria ser amiga de Yuji, mas não podia falar com ele devido à falta de confiança.

## Aparições
Yuji aparece pela primeira vez em Jujutsu Kaisen como um excêntrico de 15 anos que vive com seu avô Wasuke e é membro do clube de ocultismo de sua escola secundária. No dia da morte de seu avô, Yuji conhece Megumi Fushiguro, que pergunta sobre um dos dedos de Sukuna que o clube ocultista obteve ilicitamente. Mais tarde, vem em resgate da Megumi quando um enxame de espíritos amaldiçoados ataca a escola, atraídos pelo dedo; no processo, Yuji ingere o dedo. O professor de jujutsu, Satoru Gojo, diz a Yuji que será executado em breve, mas eles atrasam a execução para que Yuji possa comer todos os dedos de Sukuna e eliminar completamente o demônio. Yuji se muda para a escola de Tóquio e começa a aprender jujutsu, guiado pessoalmente pelo Satoru. Se torna rapidamente amigo dos colegas de primeiro ano Megumi e Nobara Kugisaki. Aparentemente morre durante uma altercação com um "ventre amaldiçoado" em um centro de detenção, no qual Sukuna chantageia Yuji, mantendo seu coração refém.
Supostamente morto, Yuji continua a praticar feitiçaria, descobrindo sua enorme energia amaldiçoada e usando-a para técnicas especializadas de maldição. Estabelece uma amizade com Junpei, que morre quando é morto por Mahito. Yuji também conhece o feiticeiro Kento Nanami. Após uma luta na qual Mahito perde e escapa, Yuji veste vingança. No evento de intercâmbio entre as escolas de jujutsu de Tóquio e Kyoto, Yuji revela que está vivo. Alguns o querem morto imediatamente, enquanto outros o querem ao lado de Gojo para mantê-lo vivo temporariamente. No Evento da Boa Vontade de Quioto, Yuji estabelece um rápido relacionamento de irmãos com Aoi Todo do terceiro ano. Juntamente com Todo, ele e os outros estudantes e funcionários jujutsu repelem uma invasão da escola por Mahito e Hanami, outro espírito amaldiçoado. Durante a batalha, ele usa várias greves consecutivas chamadas "Black Flash", uma distorção no espaço que melhora significativamente suas técnicas amaldiçoadas. No final da batalha, ele e Todo são capazes de lutar contra Hanami o tempo suficiente para Gojo derrotar a maldição. Mais tarde, Yuji é designado para uma missão onde encontra dois irmãos que são um ventre amaldiçoado. Ele e Nobara os matam, embora Yuji se arrependa quando percebe que eles têm corpos físicos e que quebrou seu laço fraternal próximo.
Em outubro do mesmo ano, Yuji é enviado a Shibuya quando Mahito e os espíritos amaldiçoados fazem um cerco final aos feiticeiros jujutsu do Japão. Durante a batalha, Yuji vê Nanami e aparentemente Nobara morrerem quando encontram Mahito. Isto o faz sentir-se incrivelmente culpado e de luto. Também luta contra o Choso. Após os feiticeiros jujutsu perderem a batalha e Surugu Geto liberar milhares de espíritos amaldiçoados e feiticeiros recém-despertos no mundo, Choso diz a Yuji que ele é o irmão mais velho de Yuji e que Yuji tem o sangue de um espírito amaldiçoado. Mais tarde, é perseguido por outros feiticeiros jujutsu que o culpam pelo ataque de Shibuya, incluindo Yuta Okkotsu.
Algum tempo depois desses acontecimentos, Yuji, Fushiguro e o estudante do segundo ano Panda se preparam para lutar no Jogo de Abate de Kenjaku entre os recém-nascidos feiticeiros jujutsu no Japão. Também é revelado que Kenjaku é sua "mãe" que assumiu o controle de seu corpo e o gerou.
Na light novel, ambientada durante o período de esconderijo e treinamento secreto de Yuji após ser declarado morto, ele encontra Minato em um parque. O menino, sem saber, manifestou um espírito amaldiçoado que apareceu na frente da casa de seus pais adotivos à noite. Yuji finalmente o derrota após uma lição de Gojo.

## Recepção
Ao escrever para o Polygon, Chingy Nea declarou inicialmente que encontrou Yuji como "um típico herói shōnen destinado a apelar para as crianças pequenas.... Ele é sério e tolo como Naruto Uzumaki, incrivelmente auto-sacrificial como Izuku Midoriya de My Hero Academia", mas depois reconheceu como "enquanto a função do típico protagonista de shōnen é mudar o mundo... [Jujutsu Kaisen] tenta conciliar os ideais de seu gênero com a natureza esmagadora da vida moderna... Isto afeta Itadori. Ele tem medo de morrer e está horrorizado com o mundo em que acabou. Mas isso não o torna cínico, e não o impede de superar sua dor para tentar ajudar os outros". Karen Lu, escrevendo da Universidade de Yale, também tomou nota da maneira como Yuji dobrou os estereótipos sobre um jovem protagonista do anime. Ela disse que "ao invés do protagonista perseverar através do impossível e ignorar os conselhos de seus amigos, Yuji percebeu cedo que não pode salvar a todos" e elogiou a maneira como o anime e a manga mostram que "ele realmente tem que se tornar mais forte e sofrer a morte", concluindo com o pensamento de que "é inspirador, mas sóbrio". Outra crítica positiva foi dirigida a como Yuji "assume abertamente uma grande responsabilidade e sacrifica sua própria segurança para salvar seus amigos" e como as interações com eles "se esgotam com energia divertida".